# Осово (Слупський повіт)
Осово (пол. Osowo) — село в Польщі, у гміні Кемпиці Слупського повіту Поморського воєводства.
Населення — 347 осіб (2011).
У 1975-1998 роках село належало до Слупського воєводства.

## Демографія
Демографічна структура станом на 31 березня 2011 року:
|          | Загалом | Допрацездатний вік | Працездатний вік | Постпрацездатний вік |
| -------- | ------- | ------------------ | ---------------- | -------------------- |
| Чоловіки | 178     | 60                 | 113              | 5                    |
| Жінки    | 169     | 42                 | 103              | 24                   |
| Разом    | 347     | 102                | 216              | 29                   |